# Vík í Mýrdal
Vík í Mýrdal ([ˈviːkʰ i ˈmiːrˌtaːl̥]ⓘ lit. bahía del valle pantanoso) es el pueblo situado más al sur de Islandia, hacia el extremo meridional de la región de Suðurland. 

## Características
Está situado en el municipio de Mýrdalshreppur, en la principal carretera de circunvalación de la isla, Hringvegur, alrededor de 180 km por carretera al SSE de Reikiavik. A pesar de su pequeño tamaño (unos 300 habitantes) es el asentamiento más grande de unos 70 kilómetros a la redonda y es una parada importante, por lo que se indica en las señales de tráfico desde una gran distancia.
Es un importante centro de servicios para los habitantes y visitantes de la franja costera entre Skógar y el borde oeste de la llanura aluvial del glacial Mýrdalssandur. En su territorio se encuentra el faro de Dyrhólaey. El pueblo es muy conocido por su playa negra y por las rocas Skessudrangar, Landdrangar y Langhamrar en el mar que miden hasta 66 metros de altura. Vík í Mýrdal cuenta con una tienda, un taller de reparaciones, un centro de salud, dos hoteles, restaurantes, un camping y varias agencias de viajes. Es el único pueblo en la costa de Islandia que no cuenta con un puerto.
La iglesia Víkurkirkja es una iglesia protestante relativamente grande construida entre 1932 y 1934 que abriga varias obras de arte del siglo XVIII.

## Galería

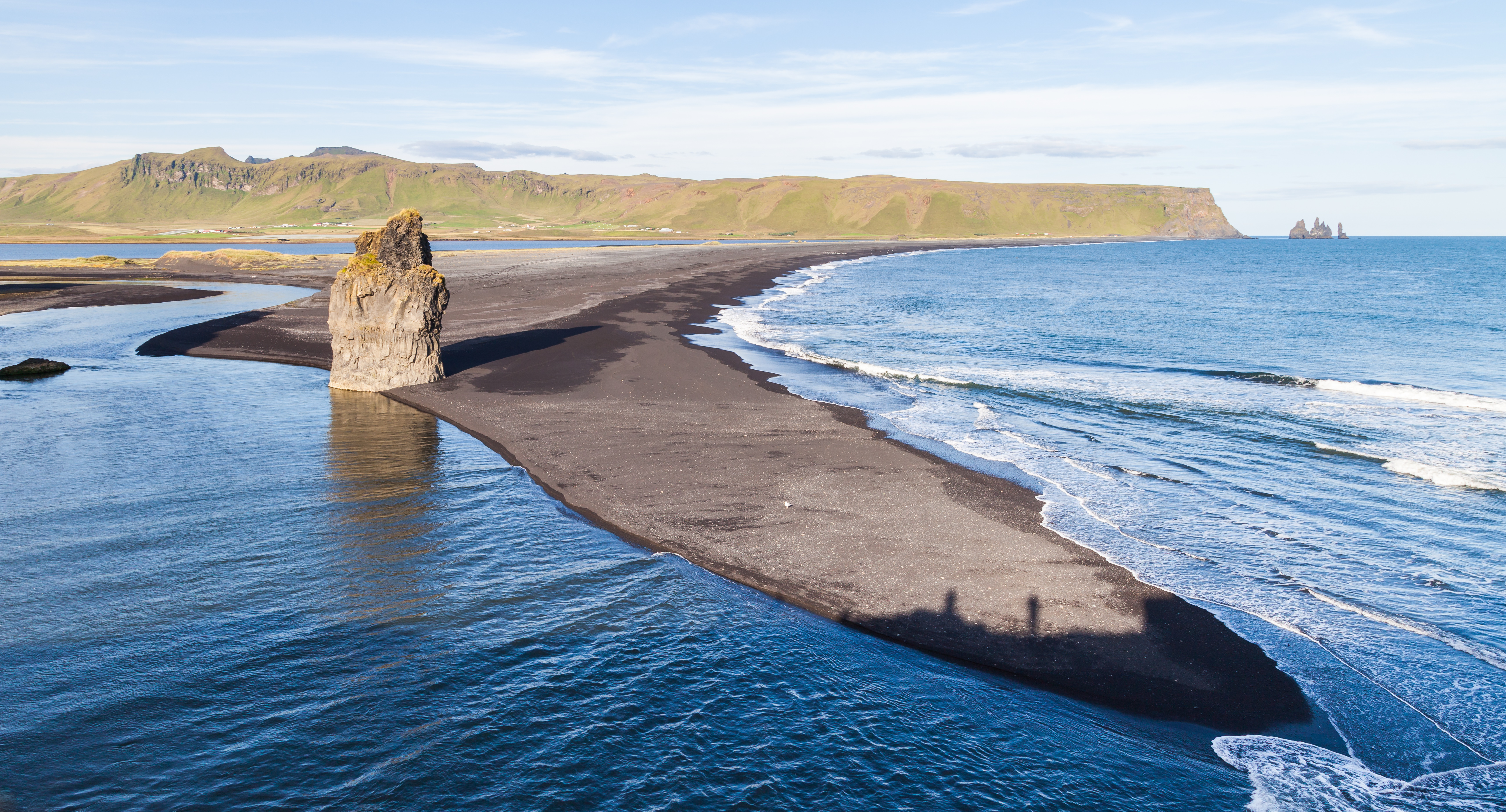
Reynisfjara
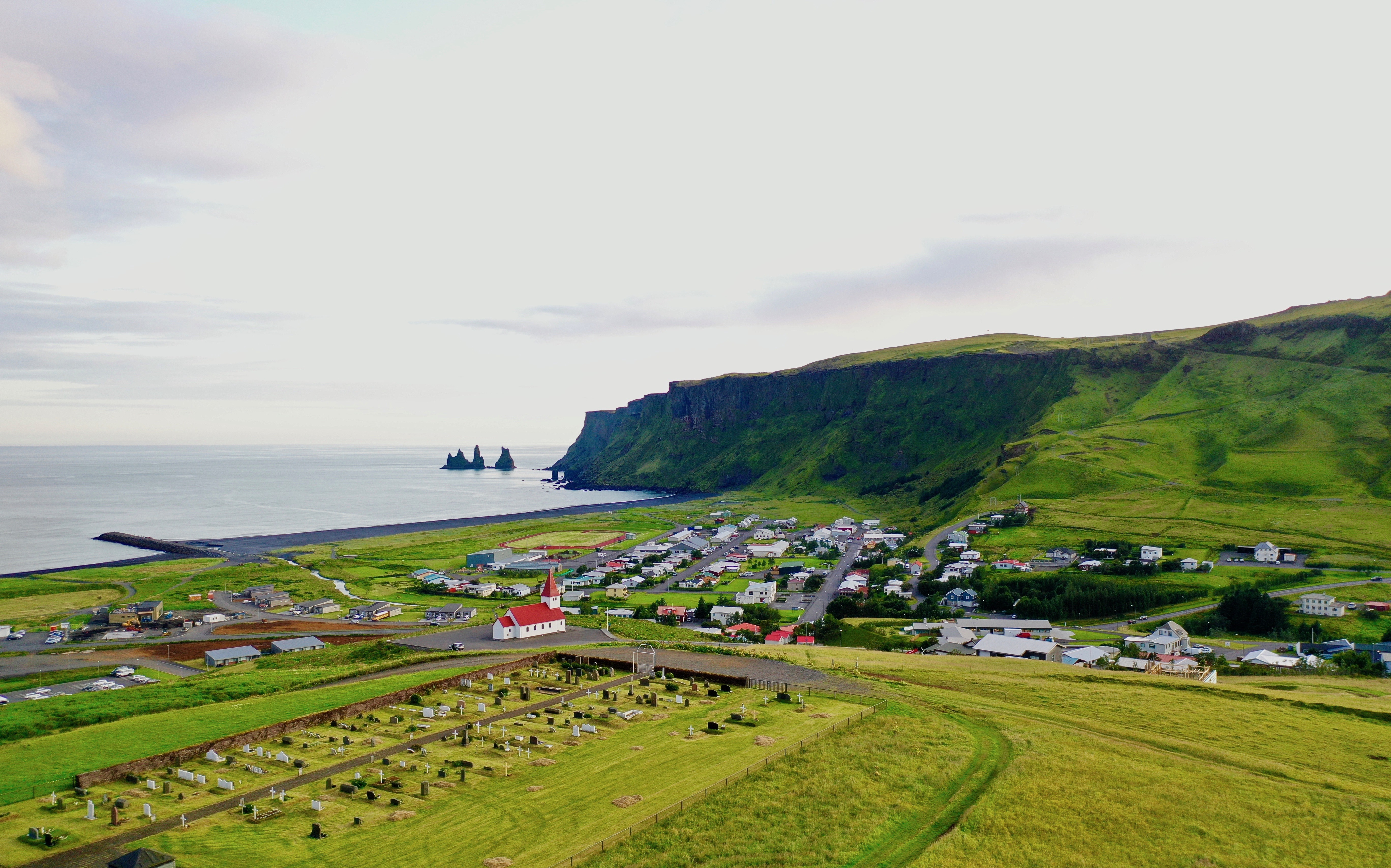
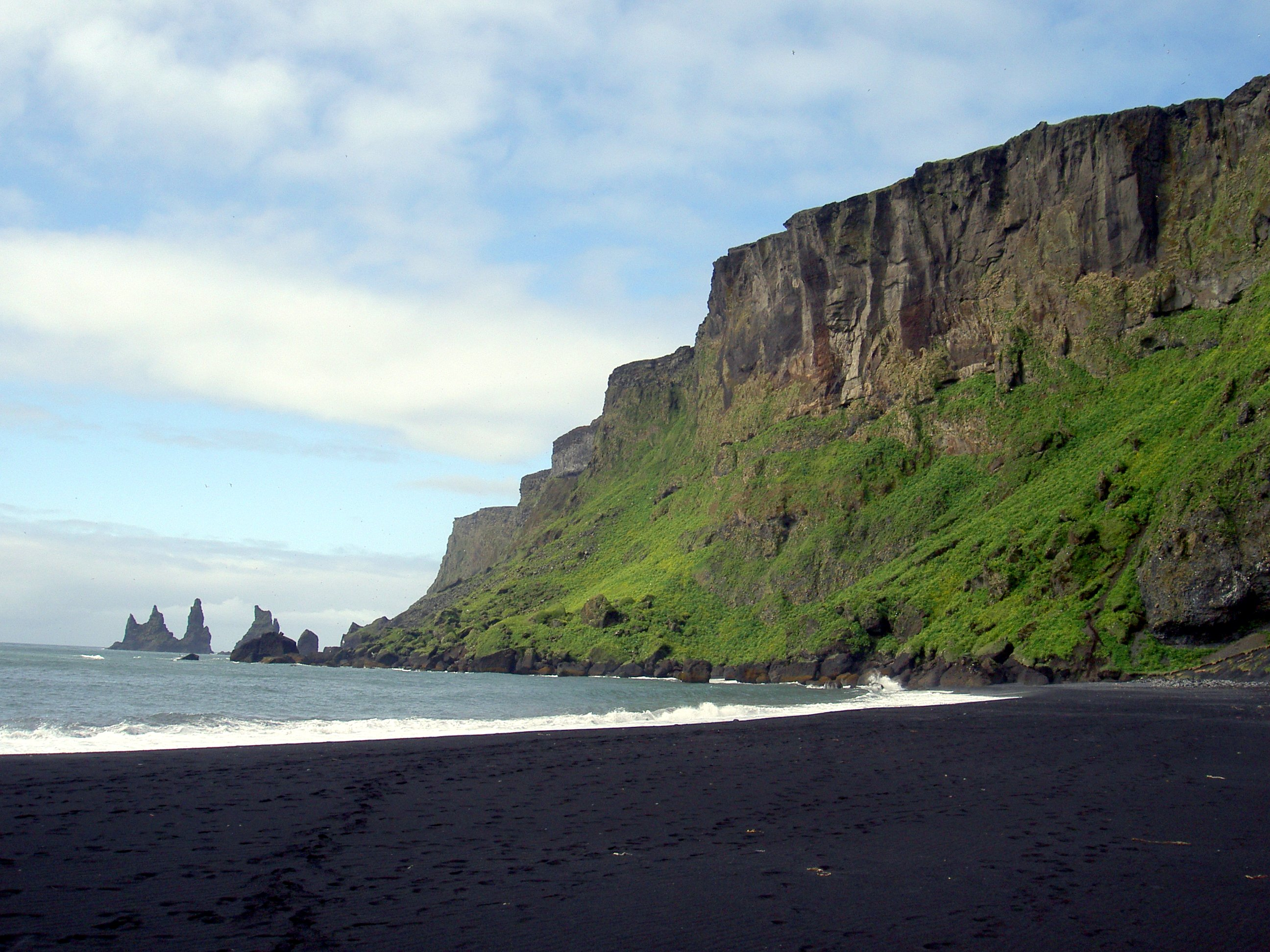
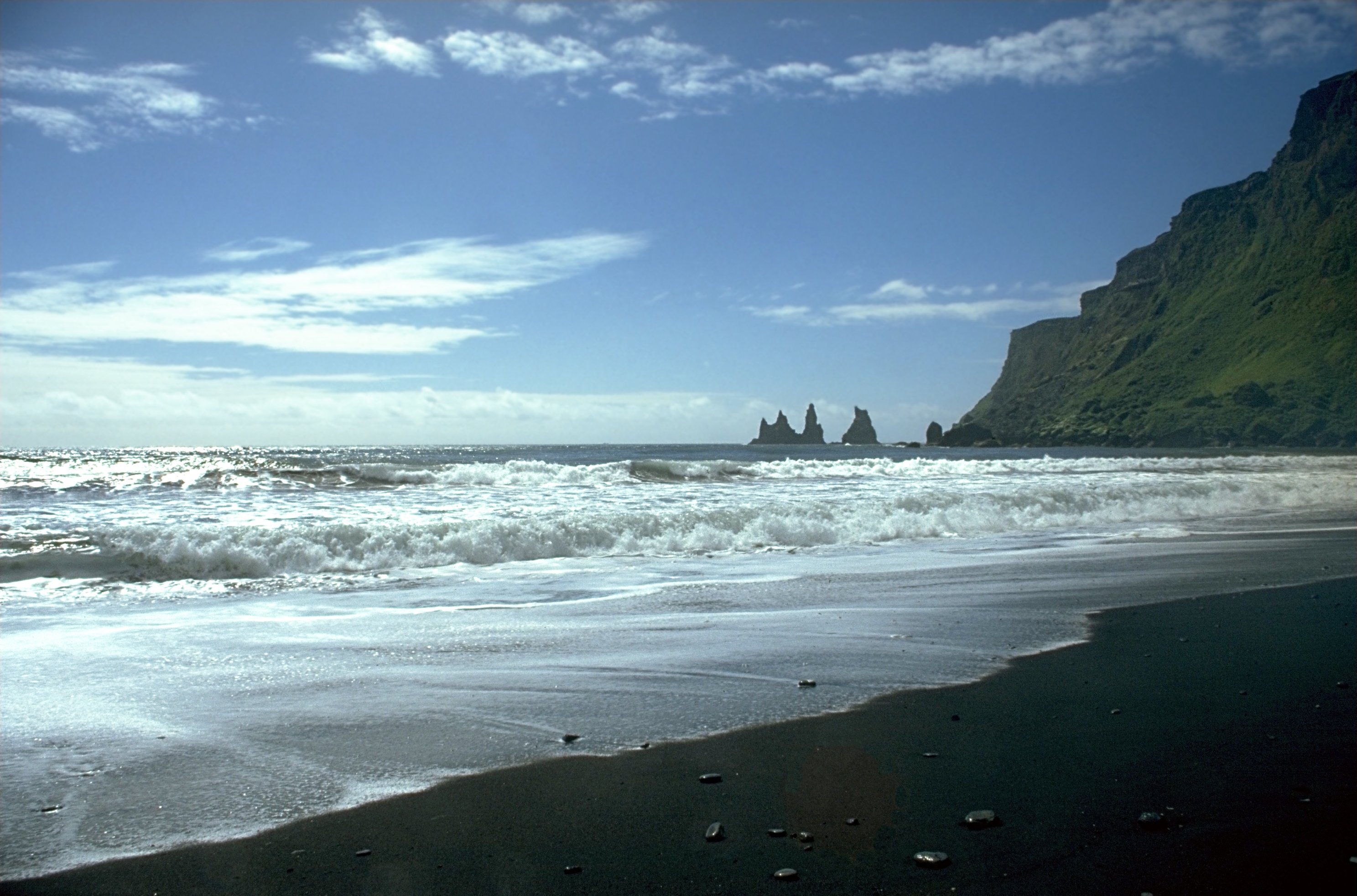
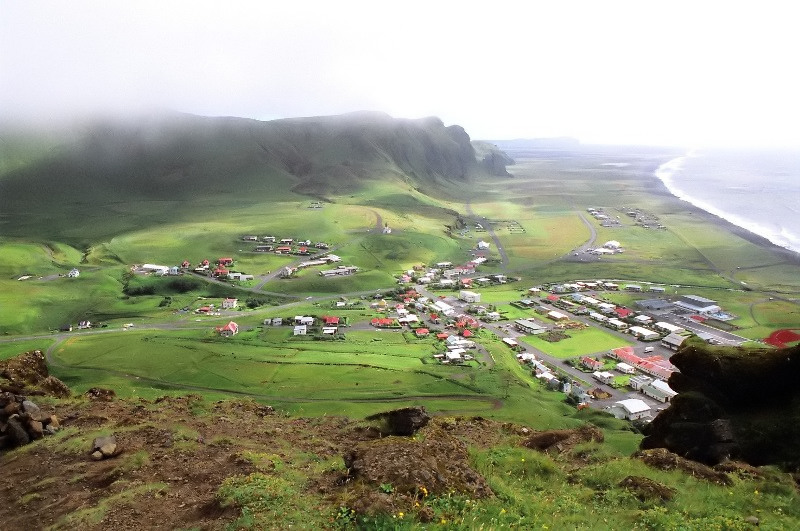